# Хајланд (Мериленд)
Хајланд (енгл. Highland) насељено је место без административног статуса у америчкој савезној држави Мериленд.

## Демографија
По попису из 2010. године број становника је 1.034.
| Група             | 2000.    | 2010.       |
| Белци             | 0 (0,0%) | 835 (80,8%) |
| Афроамериканци    | 0 (0,0%) | 30 (2,9%)   |
| Азијати           | 0 (0,0%) | 110 (10,6%) |
| Хиспаноамериканци | 0 (0,0%) | 18 (1,7%)   |
| Укупно            | 0        | 1.034       |